# Christopher Bailey (atleta)
Christopher Bailey (Atlanta, 29 maggio 2000) è un velocista statunitense.

## Carriera
A livello universitario, Bailey ha corso prima per l'Università del Tennessee e poi per gli Arkansas Razorbacks dell'Università dell'Arkansas, con cui si laurea campione NCAA della staffetta 4x400 nel 2023.
Nello stesso anno partecipa ai campionati nazionali facendo registrare il miglior tempo delle batterie e chiudendo la finale al quinto posto, risultato che gli valse la convocazione per i campionati del mondo di Budapest, dove viene schierato nella 4x400 che poi in finale vincerà il titolo iridato.
Nel 2024 viene selezionato per i mondiali indoor di Glasgow a marzo, nei quali l'argento ancora con la staffetta che viene battuta per soli sei centesimi dalla squadra belga. Ad agosto fa parte del quartetto, completato da Vernon Norwood, Bryce Deadmon e Rai Benjamin, che si laurea campione olimpico a Parigi 2024 stabilendo il nuovo record olimpico.
Nel 2025 vince la medaglia d'oro nei 400 metri piani e nella staffetta 4x400 m ai mondiali indoor di Nanchino.

## Palmarès
| Anno | Manifestazione  | Sede     | Evento      | Risultato | Prestazione | Note                                     |
| ---- | --------------- | -------- | ----------- | --------- | ----------- | ---------------------------------------- |
| 2023 | Mondiali        | Budapest | 4 × 400 m   | Oro       | 2'57"31     | [ 1 ]                                    |
| 2024 | Mondiali indoor | Glasgow  | 4 × 400 m   | Argento   | 3'02"60     | Miglior prestazione personale stagionale |
| 2024 | Giochi olimpici | Parigi   | 4 × 400 m   | Oro       | 2'54"43     | Record olimpico                          |
| 2025 | Mondiali indoor | Nanchino | 400 m piani | Oro       | 45"08       |                                          |
| 2025 | Mondiali indoor | Nanchino | 4 × 400 m   | Oro       | 3'03"13     |                                          |